# Glossocarya calcicola
Glossocarya calcicola là một loài thực vật có hoa trong họ Hoa môi. Loài này được Domin mô tả khoa học đầu tiên năm 1928.